# Онжервиј-л-Мартел
Онжервиј-л-Мартел (фр. Angerville-la-Martel) насеље је и општина у северној Француској у региону Горња Нормандија, у департману Приморска Сена која припада префектури Авр.
По подацима из 2011. године у општини је живело 912 становника, а густина насељености је износила 89,5 становника/km². Општина се простире на површини од 10,19 km². Налази се на средњој надморској висини од 126 метара (максималној 126 m, а минималној 75 m).

## Демографија
| 1962. | 1968. | 1975. | 1982. | 1990. | 1999. | 2011. |
| ----- | ----- | ----- | ----- | ----- | ----- | ----- |
| 565   | 594   | 538   | 589   | 659   | 672   | 912   |

График промене броја становника у току последњих година